# Agaplesion Elisabethenstift

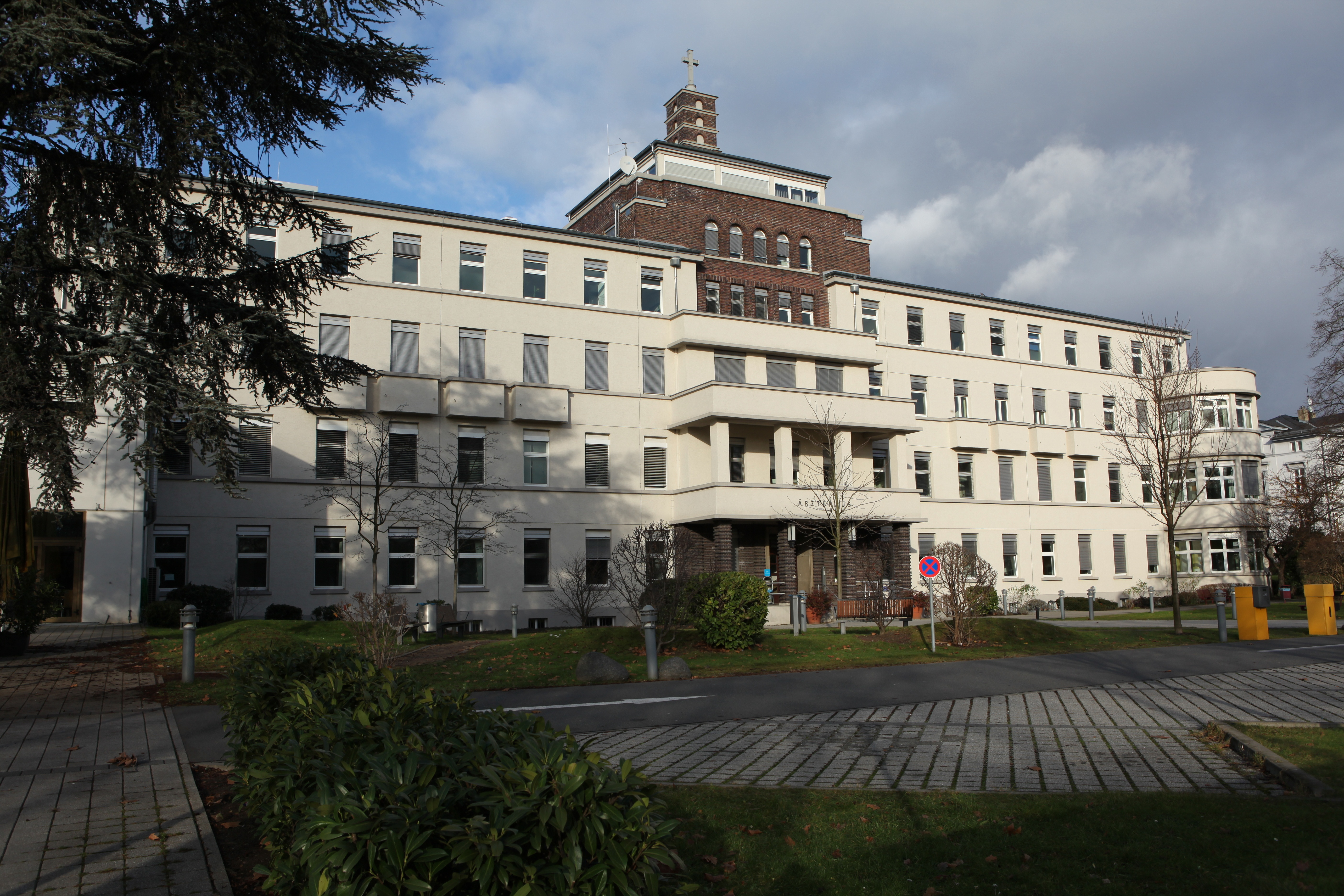
Ehemalige Chirurgische Klinik des Elisabethenstiftes

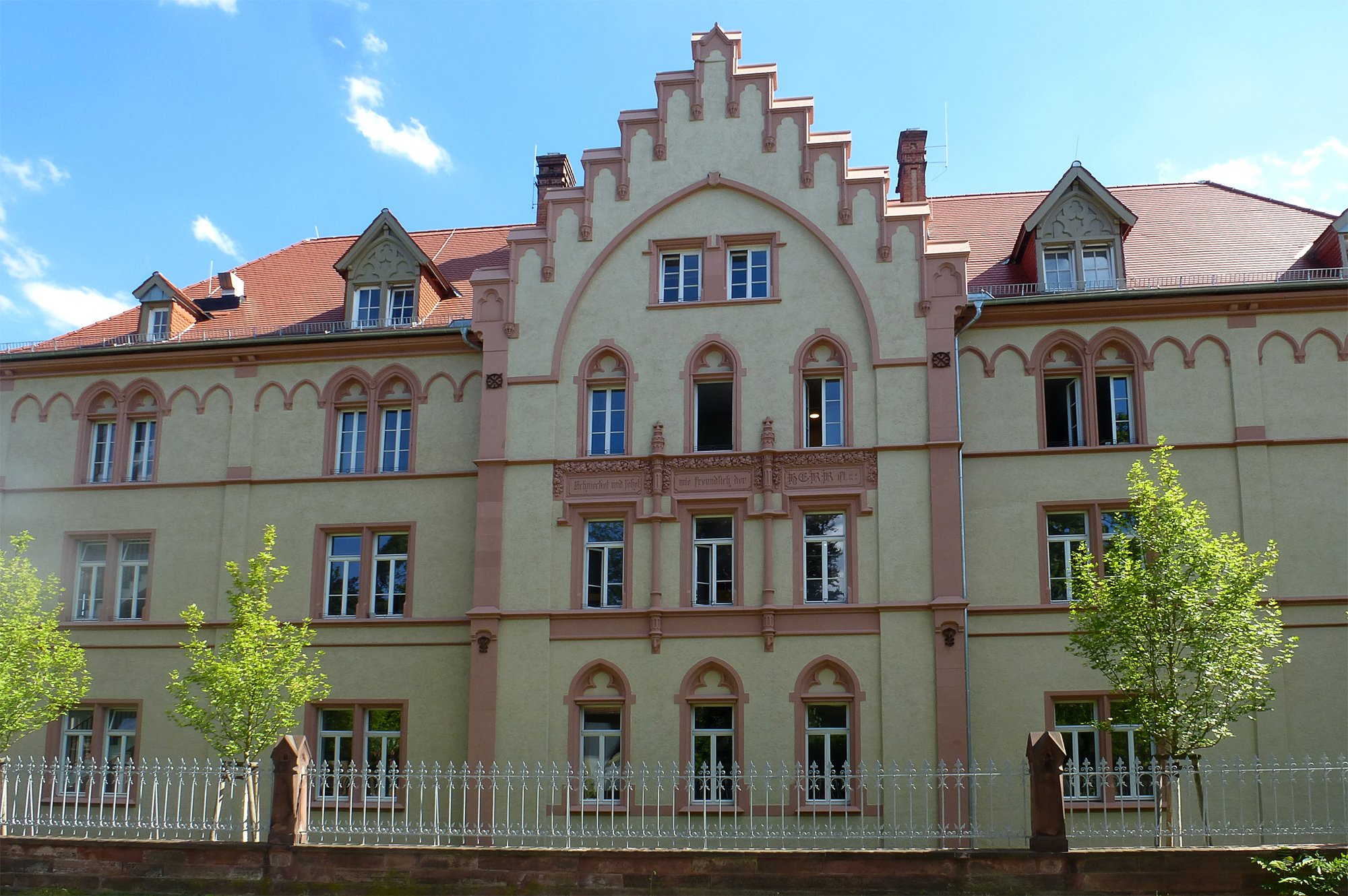
Feierabendhaus

Die Agaplesion Elisabethenstift gGmbH in Darmstadt ist eine Tochtergesellschaft der Agaplesion gAG mit Sitz in Frankfurt am Main und Gesundheitsdienstleister, zu der auch eine Klinik mit über 400 Betten gehört.

## Geschichte
Am 19. November 1858, dem Tag der heiligen Elisabeth, wurde das Diakonissenhaus Elisabethenstift eingeweiht. Es entstand aus der damaligen Erweckungsbewegung, die zur Gründung mehrerer evangelischer Diakonissenhäuser führte. Die Gründung des Elisabethenstift geht zurück auf eine Initiative des Theologen und Hofpredigers Ferdinand Bender. Ermöglicht wurde die unter Beteiligung des Arztes Leydhecker, dessen Sohn Leibarzt des Großherzogs von Hessen war, das Elisabethenstift zeitlebens ärztlich leitete, erfolgte Gründung schließlich durch eine Stiftung von 10.000 Talern durch Elisabeth von Preußen, der Prinzessin von Hessen-Darmstadt. Als erste Wirkungsstätte wurde ein Haus in der Erbacher Straße in Darmstadt genutzt, das als Mutterhaus der Schwestern und ab 2. Dezember 1858 zugleich als Krankenhaus fungierte. 1885 wurde das Krankenhaus um ein Frauen- und Kinderkrankenhaus erweitert. 1892 wurde durch den Anbau eines Westflügels eine Station für Männer und eine „Siechenstation“ (Isolationsstation) eingerichtet. 1909 folgte die staatliche Anerkennung der am Krankenhaus befindlichen Krankenpflegeschule. 1930 wurde an der Landgraf-Georg-Straße der Neubau einer Chirurgischen Klinik eingeweiht. Während des Zweiten Weltkriegs zerstörten bei schweren Luftangriffen auf Darmstadt britische Flugzeuge in der Nacht vom 11./12. September 1944 die meisten Gebäude der Stadt. Das wenig beschädigte Elisabethenstift wurde zur Zuflucht für die Bevölkerung und versorgte über mehrere Wochen täglich bis zu 3000 Menschen mit Nahrung.
Nach Errichtung eines Neubaus für die Medizinische Klinik wurde 1979 die Psychiatrische Klinik eröffnet. Das Krankenhaus verfügte 1979 über 387 Betten. Am 1. Januar 1995 wurde aus dem „Elisabethenstift Darmstadt, Kirchliche Stiftung des öffentlichen Rechts“, das Krankenhaus und die Krankenpflegeschule ausgegliedert und als gemeinnützige GmbH mit dem Namen Evangelisches Krankenhaus Elisabethenstift gGmbH weitergeführt. Die Hauptgesellschafter der „Krankenhaus-GmbH“ sind das Elisabethenstift Darmstadt und der Evangelische Gemeinde- und Dekanatsverband Darmstadt. Am 2. August 1998 wurde in einem Neubau an der Erbacher Straße die Klinik für Geriatrie in Betrieb genommen. Die Anzahl der Betten stieg auf 412.
Am 26. Juni 2002 war das Evangelische Krankenhaus Elisabethenstift gGmbH Gründungsmitglied der Agaplesion gAG und die Agaplesion wurde Mehrheitsgesellschafter. Das Haupthaus wurde in den folgenden Jahren um zwei Ebenen erweitert und 2006 der OP-Bereich umgebaut und erneuert. 2008 folgte die Eröffnung eines Zentrums für Hospiz- und Palliativversorgung. 2011 wurde das Krankenhaus in Agaplesion Elisabethstift umbenannt und war mit rund 400 Betten nach dem kommunalen Klinikum Darmstadt das zweitgrößte Krankenhaus in der Stadt.

## Gebäude
Die ehemalige Chirurgische Klinik steht unter Denkmalschutz. Sie wurde 1929/30 nach Plänen der Architekten Georg Markwort und Eugen Seibert als Erweiterungsbau des Elisabethenstiftes errichtet und ist weitgehend erhalten. Ein Altbau wurde im linken Gebäudetrakt in den damaligen Neubau integriert. Das langgestreckte Gebäude besitzt viergeschossige Flügel, die an den Gebäudeecken mit halbrund vorkragenden, dreigeschossigen Erkern abgeschlossen werden. Markant ist der expressionistisch gestaltete Mittelbau, der die Flügelbauten überragt. Heute wird das Gebäude als Ärztehaus durch niedergelassene Ärzte und Kooperationspartner des Krankenhauses genutzt.
1979 wurde das Gebäude von 1930 im Westen mit einem Neubau für die Medizinische Klinik erweitert, der Anfang der 2000er Jahre um zwei Etagen aufgestockt wurde.

## Gesellschafter
- 60 % Agaplesion gAG
- 20 % Elisabethenstift, Kirchliche Stiftung öffentlichen Rechts, zudem mit 3,93 % an Agaplesion gAG beteiligt
- 20 % Evangelische Gemeinde- und Dekanatsverband Darmstadt

(Stand: August 2011)

## Unternehmensbereiche
Zur Agaplesion Elisabethenstift gGmbH gehört:
- das Agaplesion Elisabethenstift Evangelisches Krankenhaus  mit den Kliniken Innere Medizin, Allgemein- und Viszeralchirurgie, Orthopädie, Unfallchirurgie und Sportmedizin, Geriatrie und Psychiatrie, Psychosomatik und Psychotherapie,
- die Diakoniestation Darmstadt,
- die Elisabethen-Hospiz gGmbH,
- das Medizinische Versorgungszentrum  (MVZ) am Agaplesion Elisabethenstift mit angeschlossenem Ärztehaus,
- das Luise-Karte Haus Wohnen & Pflegen.

Nicht zur Agaplesion Elisabethenstift gGmbH gehören folgende Unternehmensbereiche der Elisabethenstift, Kirchliche Stiftung öffentlichen Rechts:
- Textilwerkstatt am Elisabethenstift gGmbH (Anteile: 31,25 % Elisabethenstift, Kirchliche Stiftung öffentlichen Rechts, 31,25 % Evangelische Kirche in Hessen und Nassau (EKHN), 12,5 % Evangelische Gemeinde- und Dekanatsverband Darmstadt, 12,5 % Evangelische Stiftskirchengemeinde (Martin-Luther-Gemeinde Darmstadt) und 12,5 % Verein zur Förderung der Paramentik e. V., Darmstadt)
- Pädagogische Akademie Elisabethenstift gGmbH (Höhere Berufsfachschule für Sozialassistenz; 100-prozentige Tochter des Elisabethenstifts, Kirchliche Stiftung öffentlichen Rechts)
- Schwesternfonds – Johannastiftung des Elisabethenstifts Darmstadt (Diakonissenaltersversorgung)

## Oberinnen
- Johanna Sucrow (1858–1892)
- Julie Spannagel (1892–1905)
- Minna Kähler (1906–1934)
- Clothilde Freiin von Gemmingen-Hornberg (1936–1939 und 1945–1968)
- Marlis Comes (1969–1994)
- Sabine Langenfaß (1994–2008)

## Varia
Im Foyer gibt es einen Raum der Stille.